# Königliches Zinshaus

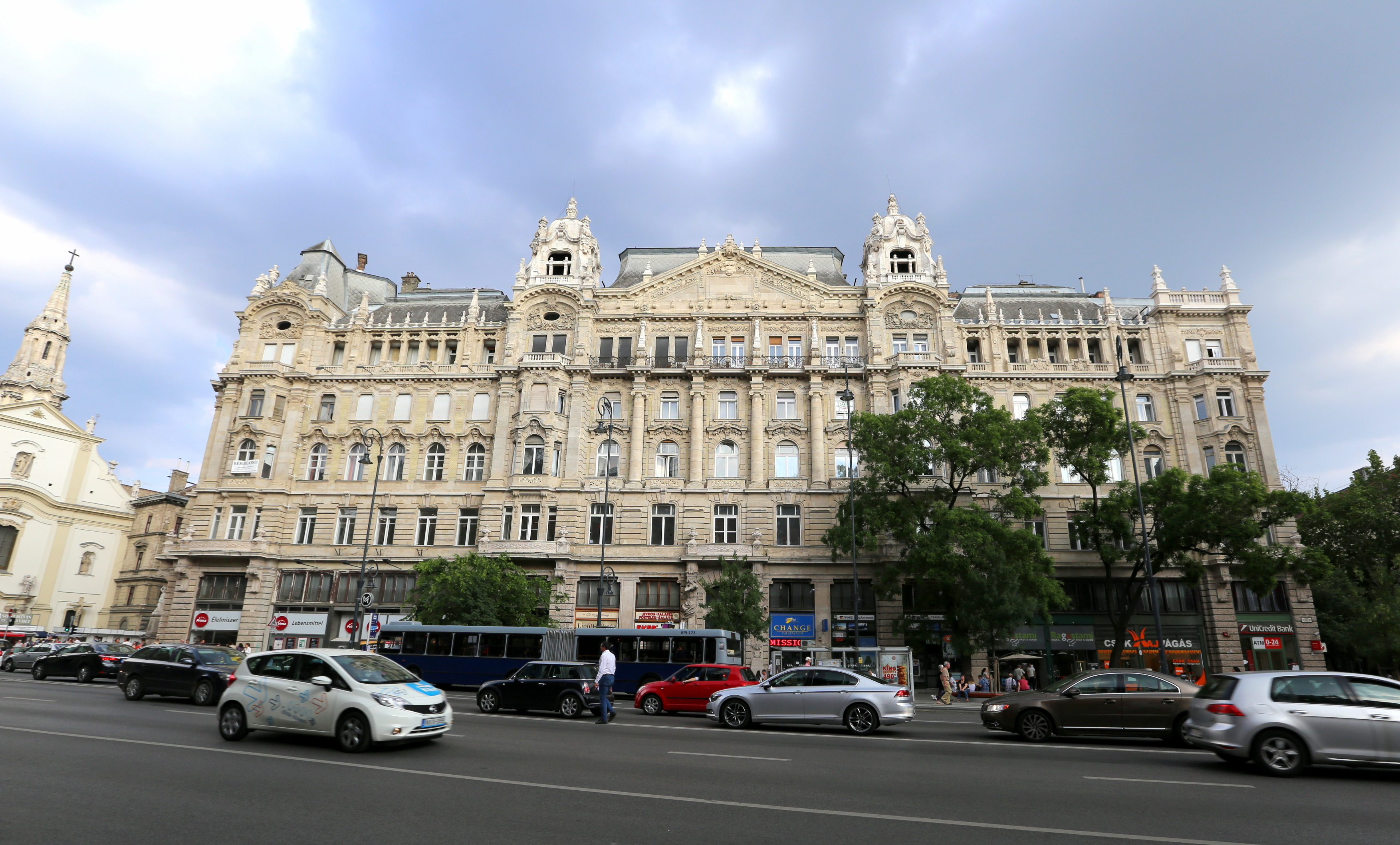
Königliches Zinshaus. Nordfassade mit Franziskanerkirche

Das Königliche Zinshaus (ungarisch Királyi bérház ['kiraːji 'beːrhaːz] oder Királyi bérpalota ['kiraːji 'beːrpɒlotɒ]) ist ein am Budapester Franziskanerplatz liegendes monumentales Wohn- und Geschäftshaus im V. Bezirk. Das stadtbildprägende Haus wurde von 1899 bis 1902 in einem eklektischen Stil erbaut mit einer Mischung von Bauformen des Neuklassizismus und des Jugendstils.

## Lage
Das konkav-viereckige Grundstück des Gebäudes wird von vier Straßenseiten begrenzt: vom Norden und Osten durch den Franziskanerplatz, im Süden durch die Curia utca (Kuriengasse), im Westen durch die Veres Pálné utca (ehemals Grünbaumgasse / Zöld Fa utca).
Seine offizielle Adresse ist Ferenciek tere 2. Der Haupteingang befindet sich nordseitig am Ferenciek tere (ehemals Schlangenplatz). Direkt vor dem Haupteingang liegt ein Treppeneingang der zur U-Bahn-Station Ferenciek tere (Linie 3) führenden Fußgängerunterführung.

## Geschichte

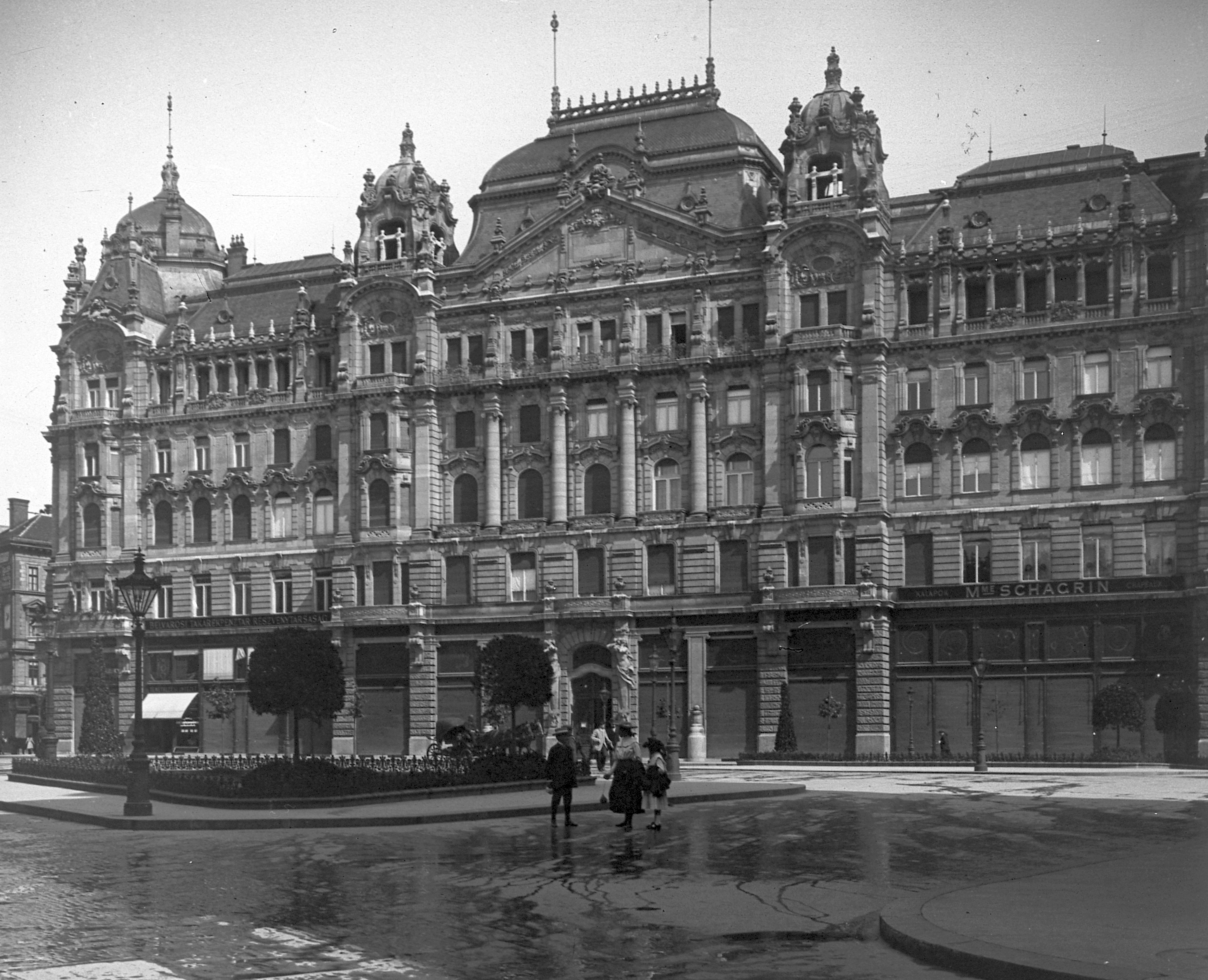
Das ursprüngliche Erscheinungsbild des Hauses mit seinen reich verzierten Dächern, 1902

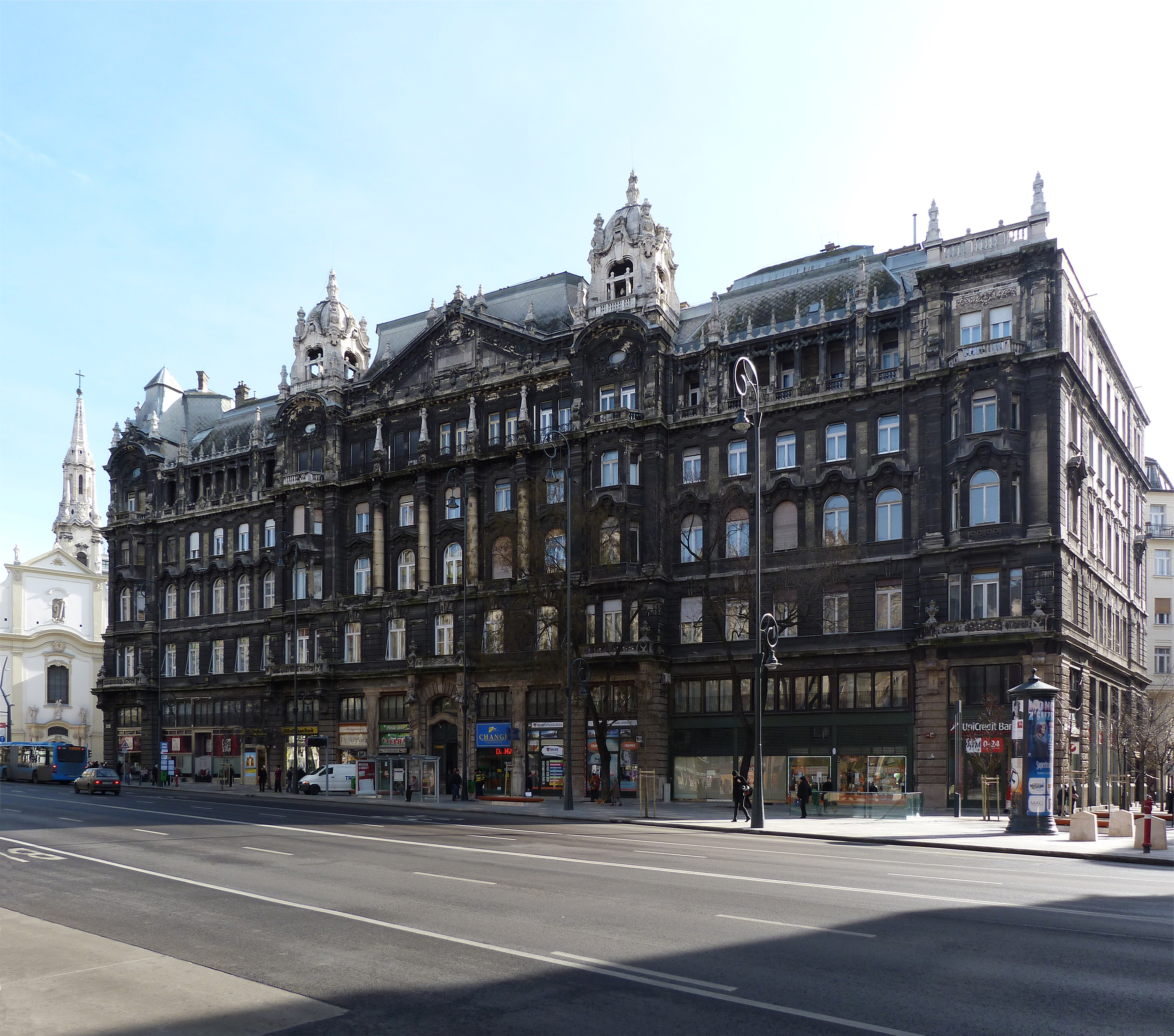
Das Haus vor der Sanierung, 2014

### Bau
Das imposante königliche Zinshaus an der Südostseite des ehemaligen Schlangenplatzes (heute Franziskanerplatz) wurde nach den Plänen der ungarischen Architekten Flóris Korb und Kálmán Giergl an der Stelle der im Zuge des Baus der Elisabethbrücke abgerissenen königlich-ungarischen Curia (Oberster Gerichtshof) gebaut. Bauherr war die Generaldirektion der Privat- und Familienfonds Seiner k. und k. Apostolischen Majestät, d. h. der österreichische Kaiser und ungarische König Franz Joseph I., der die Baupläne persönlich genehmigte und die Bauarbeiten zweimal besichtigte. Das monumentale, mit Steintürmen, Giebeln und grandiosen Dachvolumen verzierte Erscheinungsbild des Hauses nimmt auf die ebenfalls von Mitgliedern der Herrscherfamilie in Auftrag gegebenen und vom selben Architektenduo entworfenen Klothilden-Paläste Bezug. Die ersten Bewohner waren Mitglieder des Hochadels sowie des hohen Beamtentums der kaiserlich-königlichen Verwaltung.

### Im 20. Jahrhundert
Bereits während des Ersten Weltkriegs verkauften die Habsburger aus finanziellen Gründen das Gebäude. Die Ausrufung der ungarischen Räterepublik im Jahr 1919 führte zu schwerwiegenden Veränderungen. Mit dem Zerfall der Doppelmonarchie verließ ein Großteil der Bewohner das Haus, die Hausverwaltung selbst wurde auch beseitigt. Vor dem Haus und den Klothilden-Palästen wurde ein provisorisches, mit rotem Tuch bedecktes Siegestor errichtet, das an die Entthronung der Habsburger erinnerte.
Das vierstöckige Haus verfügte über 24 (mittlerweile 66) großbürgerliche Wohnungen sowie 12 Geschäftsräume im Erdgeschoss. Die aus Fiume stammenden Gebrüder Deisinger eröffneten im Eckgeschäft das Fratelli Deisinger, einen der größten Tee- und Kolonialwarenladen der ungarischen Hauptstadt. Das umgangssprachlich nur Fratelli genannte Luxusgeschäft fungierte während des Sozialismus unter dem Namen Csemege Delikatessen als einer der seltenen Läden, die Importware aus dem westlichen Ausland führten. Im Zweiten Weltkrieg brannte der gesamte Dachstuhl aus, der Wiederaufbau fand in einer stark vereinfachten Form statt.

### Sanierung
Mit der Wahl eines neuen Hausverwaltungsvertreters, Tamás Rádiusz, dessen Familie seit drei Generationen im Haus wohnt, begann die schrittweise Sanierung des mittlerweile beinahe baufälligen Gebäudes. Die jahrzehntelang stark schwarz verfärbten Steinfassaden wurden in den letzten Jahren gereinigt, die im Sozialismus „aus politischen Gründen“ grau gestrichenen Interieure erhielten wieder ihre ursprüngliche habsburgergelbe Farbe. Im Haus befinden sich weiterhin Privatwohnungen.

## Beschreibung

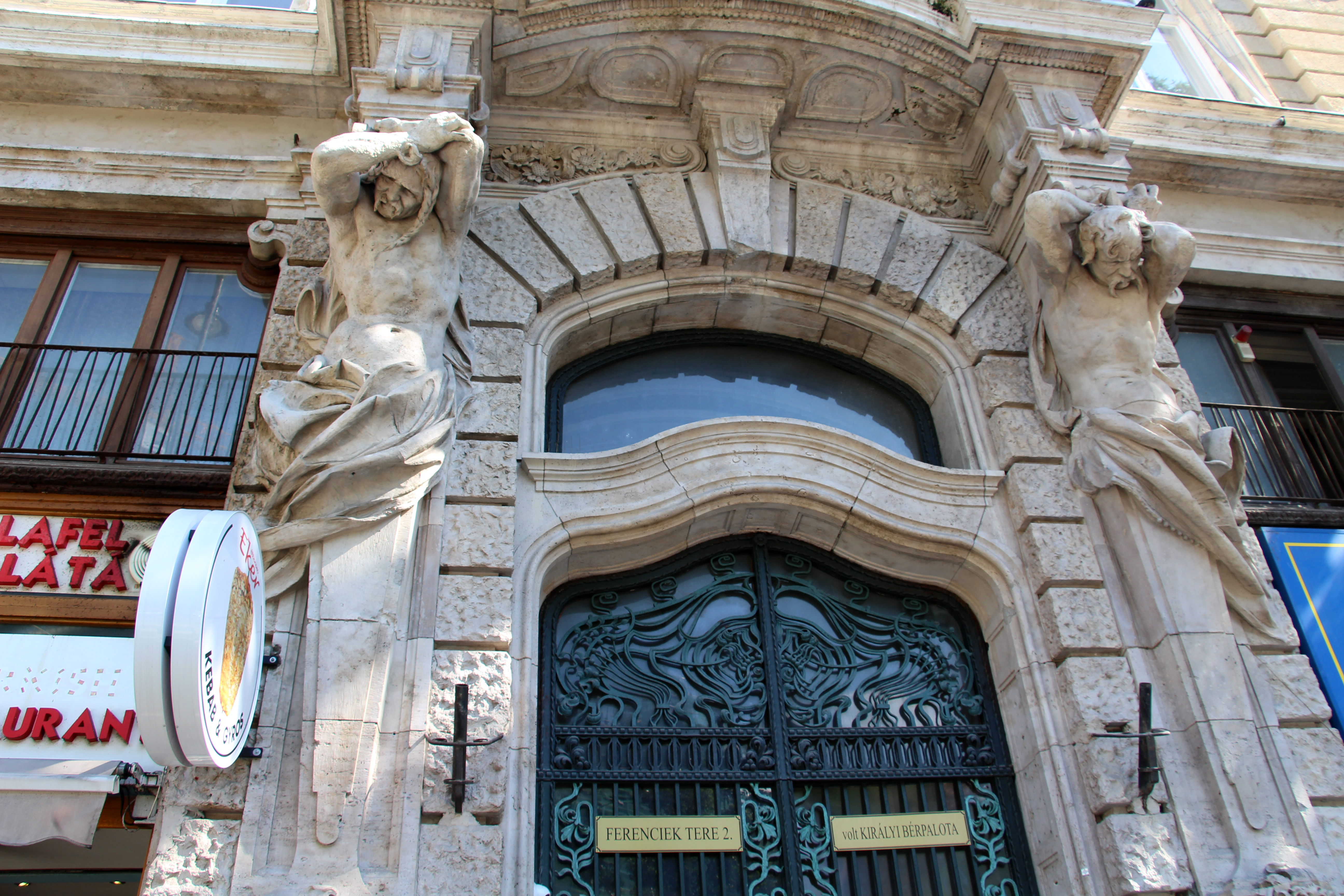
Atlanten; Jugendstilportal

Das ursprüngliche Erscheinungsbild des vierstöckigen Gebäudes war von einer reich gegliederten Fassade, einer aufwändigen Dachlandschaft mit Steintürmchen, Ziergittern und einem Tempelgiebel zwischen den beiden überkuppelten Mittelrisaliten geprägt. Diese beiden Kuppeln stehen mit den Türmen der benachbarten Klothilden-Paläste im Einklang und bilden somit ein beinah einheitliches Bauensemble. Die platzseitigen, steinverkleideten Nord- und Ostfassaden sind reich mit kolossalen Säulen, Obelisken und anderen bildhauerischen Ornamenten verziert. Die straßenseitigen, verputzten Süd- und Westfassaden sind einfacher gehalten. Das Gebäude verfügt über zwei herrschaftliche Treppenhäuser, die Flügel sind durch einen überglasten Innenhof miteinander verbunden. Eines der sechs Servicetreppenhäuser wurde durch einen Bombenangriff im Zweiten Weltkrieg zerstört und nicht wieder aufgebaut. Der Balkon über dem Haupteingang wird von zwei, ungarische Stammesmänner darstellenden, als Hermen ausgebildeten Atlanten getragen.